# Амноккан (футбольный клуб)
«Амноккан» (чосонгыль: 압록강체육단; ханча: 鴨綠江體育團) — северокорейский футбольный клуб из Синыйджу, выступающий в Северокорейской футбольной лиге.

## История
Основан 19 сентября 1947 года. Принадлежит Министерству народной безопасности КНДР. Назван по реке Амноккан, протекающей между КНДР и Китаем. Существует женская команда с аналогичным названием.

## Титулы
- Чемпион КНДР (3): 2001, 2006, 2008

## Игроки
- Пак Чхоль Джин
- Ким Мён Гиль
- Ким Мён Вон
- Чон Кван Ик
- Со Кван Чоль
- Син Ён Нам
- Пак Нам Чхоль
- Ан Се Бок
- Пак Ли Суп